# Grupno prvenstvo NP Osijek 1951.
Grupno prvenstvo Nogometnog podsaveza Osijek je predstavljalo najniži stupanj natjecanja u podsavezu. Prvenstvo je bilo podijeljeno u 8 grupa. Pobjednici grupa su igrali kvalifikacije za ulazak u Oblasnu ligu, ali zbog reorganizacije natjecanja, prvaci kvalifikacionih grupa su se plasirali u novoosnovani 1. razred.

## Tablice

### Grupa I
| Mj. | Klub                  | Sus.               | Pobj.              | Ner.               | Por.               | GR.                | Bod.               |
| --- | --------------------- | ------------------ | ------------------ | ------------------ | ------------------ | ------------------ | ------------------ |
| 1.  | NK Napredak Batina    | 14                 | 9                  | 3                  | 2                  | 39:20              | 21                 |
| 2.  | NK Jadran Branjin Vrh | 14                 | 7                  | 3                  | 4                  | 40:27              | 17                 |
| 3.  | NK Borac Bilje        | 14                 | 8                  | 1                  | 5                  | 39:32              | 17                 |
| 4.  | NK Radnički Mirkovac  | 14                 | 6                  | 3                  | 5                  | 39:40              | 15                 |
| 5.  | NK Sloga Lug          | 14                 | 5                  | 3                  | 6                  | 23:22              | 13                 |
| 6.  | NK Mikica Darda       | 14                 | 5                  | 2                  | 7                  | 20:30              | 12                 |
| 7.  | NK Bratstvo Jagodnjak | 14                 | 5                  | 1                  | 8                  | 26:35              | 11                 |
| 8.  | NK Zmaj Zmajevac      | 14                 | 1                  | 2                  | 11                 | 12:38              | 4                  |
|     | NK Belje Kneževo II   | izvan konkurencije | izvan konkurencije | izvan konkurencije | izvan konkurencije | izvan konkurencije | izvan konkurencije |

### Grupa II
| Mj. | Klub                           | Sus.               | Pobj.              | Ner.               | Por.               | GR.                | Bod.               |
| --- | ------------------------------ | ------------------ | ------------------ | ------------------ | ------------------ | ------------------ | ------------------ |
| 1.  | NK Budućnost Osijek            | 4                  | 3                  | 0                  | 1                  | 7:6                | 6                  |
| 2.  | NK Omladinac Petrijevci        | 4                  | 2                  | 0                  | 2                  | 9:6                | 4                  |
| 3.  | NK Podravac Bistrinci          | 4                  | 1                  | 0                  | 3                  | 5:9                | 2                  |
|     | NK Jedinstvo Donji Miholjac II | izvan konkurencije | izvan konkurencije | izvan konkurencije | izvan konkurencije | izvan konkurencije | izvan konkurencije |

### Grupa III
| Mj. | Klub                          | Sus.               | Pobj.              | Ner.               | Por.               | GR.                | Bod.               |
| --- | ----------------------------- | ------------------ | ------------------ | ------------------ | ------------------ | ------------------ | ------------------ |
| 1.  | NK Zvezda Palača              | 4                  | 4                  | 0                  | 0                  | 17:3               | 8                  |
| 2.  | NK Bratstvo Tenjski Antunovac | 4                  | 2                  | 0                  | 2                  | 5:6                | 4                  |
| 3.  | NK Sremac Markušica           | 4                  | 0                  | 0                  | 4                  | 2:15               | 0                  |
|     | NK Metalac Osijek II          | izvan konkurencije | izvan konkurencije | izvan konkurencije | izvan konkurencije | izvan konkurencije | izvan konkurencije |

### Grupa IV
| Mj. | Klub                      | Sus. | Pobj. | Ner. | Por. | GR.   | Bod. |
| --- | ------------------------- | ---- | ----- | ---- | ---- | ----- | ---- |
| 1.  | NK Olimpija Osijek        | 10   | 9     | 0    | 1    | 60:10 | 18   |
| 2.  | NK Jedinstvo Čepin        | 10   | 8     | 0    | 2    | 49:11 | 16   |
| 3.  | NK Klas Čepin             | 10   | 6     | 0    | 4    | 21:32 | 12   |
| 4.  | NK Jadran Habjanovci      | 10   | 3     | 0    | 7    | 18:28 | 6    |
| 5.  | NK Radnik Čepin           | 10   | 2     | 0    | 8    | 13:50 | 4    |
| 6.  | NK Stojanović Rade Dopsin | 10   | 1     | 0    | 9    | 5:31  | 2    |

### Grupa V
| Mj. | Klub                   | Sus.               | Pobj.              | Ner.               | Por.               | GR.                | Bod.               |
| --- | ---------------------- | ------------------ | ------------------ | ------------------ | ------------------ | ------------------ | ------------------ |
| 1.  | NK Lokomotiva Vinkovci | 10                 | 7                  | 1                  | 2                  | 34:15              | 15                 |
| 2.  | NK Radnički Županja    | 10                 | 6                  | 1                  | 3                  | 25:16              | 13                 |
| 3.  | NK Fruškogorac Ilok    | 10                 | 5                  | 1                  | 4                  | 28:24              | 11                 |
| 4.  | NK Metalac Vinkovci    | 10                 | 4                  | 1                  | 5                  | 17:23              | 9                  |
| 5.  | NK Lovor Nijemci       | 10                 | 3                  | 0                  | 7                  | 19:25              | 6                  |
| 6.  | NK Graničar Otok       | 10                 | 2                  | 1                  | 7                  | 9:29               | 5                  |
|     | NK Dinamo Vinkovci II  | izvan konkurencije | izvan konkurencije | izvan konkurencije | izvan konkurencije | izvan konkurencije | izvan konkurencije |

### Grupa VI
| Mj. | Klub                 | Sus. | Pobj. | Ner. | Por. | GR.   | Bod. |
| --- | -------------------- | ---- | ----- | ---- | ---- | ----- | ---- |
| 1.  | NK Tekstilac Vukovar | 12   | 9     | 2    | 1    | 56:19 | 20   |
| 2.  | NK Bršadin           | 12   | 8     | 2    | 2    | 38:23 | 18   |
| 3.  | NK Omladinac Dalj    | 12   | 6     | 2    | 4    | 42:20 | 14   |
| 4.  | NK Borac Bobota      | 12   | 7     | 0    | 5    | 16:22 | 14   |
| 5.  | NK Sinđelić Trpinja  | 12   | 3     | 2    | 7    | 18:39 | 8    |
| 6.  | NK Nosteria Nuštar   | 12   | 2     | 2    | 8    | 11:34 | 6    |
| 7.  | NK Bratstvo Erdut    | 12   | 2     | 0    | 10   | 14:38 | 4    |

### Grupa VII
| Mj. | Klub                                    | Sus.               | Pobj.              | Ner.               | Por.               | GR.                | Bod.               |
| --- | --------------------------------------- | ------------------ | ------------------ | ------------------ | ------------------ | ------------------ | ------------------ |
| 1.  | NK Slavonski Partizan Podravska Slatina | 8                  | 6                  | 2                  | 0                  | 42:10              | 14                 |
| 2.  | NK Papuk Orahovica                      | 8                  | 4                  | 2                  | 2                  | 29:10              | 10                 |
| 3.  | NK Bratstvo Našice                      | 8                  | 3                  | 3                  | 2                  | 19:16              | 9                  |
| 4.  | NK Seljak Pribiševci                    | 8                  | 2                  | 1                  | 5                  | 12:38              | 5                  |
| 5.  | NK Mladost Đurđenovac                   | 8                  | 1                  | 0                  | 7                  | 10:39              | 2                  |
|     | NK Sloga Đurđenovac II                  | izvan konkurencije | izvan konkurencije | izvan konkurencije | izvan konkurencije | izvan konkurencije | izvan konkurencije |

### Grupa VIII
| Mj. | Klub                         | Sus. | Pobj. | Ner. | Por. | GR.  | Bod. |
| --- | ---------------------------- | ---- | ----- | ---- | ---- | ---- | ---- |
| 1.  | NK Zrinski Bošnjaci          | 8    | 5     | 2    | 1    | 20:6 | 12   |
| 2.  | NK Posavac Posavski Podgajci | 8    | 5     | 1    | 2    | 19:9 | 11   |
| 3.  | NK Jadran Gunja              | 8    | 3     | 3    | 2    | 11:8 | 9    |
| 4.  | NK Sloga Račinovci           | 8    | 3     | 0    | 5    | 8:18 | 6    |
| 5.  | NK Borac Drenovci            | 8    | 0     | 0    | 8    | 3:26 | 0    |

## Kvalifikacije za Oblasnu ligu
Iako su inicijalno kvalifikacije bile za Oblasnu ligu, zbog reorganizacije sustava natjecanja, pobjednici kvalifikacionih grupa su se plasirali u novoosnovani 1. razred.

### Prva grupa
| Mj. | Klub                   | Sus. | Pobj. | Ner. | Por. | GR.   | Bod. |
| --- | ---------------------- | ---- | ----- | ---- | ---- | ----- | ---- |
| 1.  | NK Olimpija Osijek     | 6    | 5     | 0    | 1    | 18:9  | 10   |
| 2.  | NK Lokomotiva Vinkovci | 6    | 4     | 1    | 1    | 17:10 | 9    |
| 3.  | NK Zrinski Bošnjaci    | 6    | 2     | 1    | 3    | 16.16 | 5    |
| 4.  | NK Tekstilac Vukovar   | 6    | 0     | 0    | 6    | 5:20  | 0    |

### Druga grupa
| Mj. | Klub                                    | Sus. | Pobj. | Ner. | Por. | GR.   | Bod. |
| --- | --------------------------------------- | ---- | ----- | ---- | ---- | ----- | ---- |
| 1.  | NK Budućnost Osijek                     | 6    | 4     | 2    | 0    | 17:5  | 10   |
| 2.  | NK Napredak Batina                      | 6    | 2     | 1    | 3    | 17:17 | 5    |
| 3.  | NK Slavonski Partizan Podravska Slatina | 6    | 2     | 1    | 3    | 15:22 | 5    |
| 4.  | NK Zvezda Palača                        | 6    | 1     | 2    | 3    | 11:16 | 4    |